# Wireless Electromagnetic Method
Wireless Electromagnetic Method ist die Bezeichnung eines Senders für extrem lange Wellen (Frequenzbereich: 0,1 Hz – 300 Hz) in Zentralchina, der zur Übermittlung von Befehlen an getauchte U-Boote und für geophysikalische Messungen dient. Er hat eine Leistung von 1000 kW und verwendet als Antenne eine kreuzförmige Leitungsanlage, die 60 km breit und 80 km bis 100 km lang ist und sich nicht von einer konventionellen Leitungsanlage unterscheiden soll. Diese Leitungen sind an ihren Enden über tief in der Erde vergrabene Elektroden geerdet und wirken als Bodendipol.